# Такролімус
Такролімус (торгова назва Prograf, Advagraf, Protopic) це імуносупресивний препарат, який використовується, головним чином, після трансплантації алогенних органів, щоб знизити активність імунної системи пацієнта і знизити ризик відторгнення органів. Він також використовується в актуальних препаратів під час лікування атопічного дерматиту (екземи), у певних випадках псоріазу, важкої вогнетривкої увеїт після трансплантації кісткового мозку, загострень мінімального захворювання зміни, Th2-опосередкованих захворювань, як-от хвороба Кімури і стан шкіри вітіліго.
Це 23-членний макролід лактон виявлений у 1984 році з ферментаційного бульйону японського зразка ґрунту, який містив бактерії Streptomyces tsukubaensis.

## Історія
Таколімус було виявлено в 1987 р., він був одним з перших макролідних імунодепресантів, виявлених, перед відкриттям рапаміцину (сиролімусу) на Рапа-Нуї (Острів Пасхи) в 1975 році. Він проводиться за типом ґрунтової бактерії, Streptomyces tsukubaensis. Назва такролімус походить від «Цукуба макролідів іммуносупресанта».
Такролімус був вперше схвалений з контролю за продуктами і ліками у 1994 році для використання в трансплантації печінки; потім його дія поширювалася на такі частини тіла: нирку, серце, тонкої кишки, підшлункової залози, легень, трахеї, шкіра, рогівка, кістковий мозок, і кінцівки.

## Фармакологічні властивості

### Фармакодинаміка
На молекулярному рівні ефекти Такролімусу зумовлюються зв'язуванням з цитозольним білком (FKBP12), який відповідає за внутрішньоклітинну акумуляцію препарату. Комплекс FKBP12-такролімус специфічно та конкурентно зв'язується з кальциневрином та інгібує його, що призводить до кальцій залежного інгібування Т-клітинних сигнальних шляхів трансдукції, таким чином запобігає транскрипції дискретної групи лімфокінних генів.
Такролімус являє собою високоактивний імуносупресивний препарат, який пригнічує формування цитотоксичних лімфоцитів, які, в основному, відповідають за відторгнення трансплантата, знижують активацію Т-клітин, залежну від Т-хелперів проліферацію В-клітин, а також формування лімфокінів (таких як інтерлейкіни-2, −3 та g-інтерферон), експресію рецептора інтерлейкіну-2.

### Фармакокінетика

#### Абсорбція.
Такролімус абсорбується зі шлунково-кишкового тракту; основним місцем абсорбції є верхній відділ шлунково-кишкового тракту.
Концентрації (Сmах) Такролімусу в крові досягають піка приблизно через 1-3 год. У деяких пацієнтів препарат абсорбується тривалий період, досягаючи відносно рівного профілю абсорбції. Середнє значення параметрів абсорбції наведено нижче: Популяція Дозування
(мг/кг/добу) Сmaх
(нг/мл) Тmaх
(година) Біодоступність
(%)
Трансплантат печінки дорослої людини
(рівноважна концентрація) 0,30 74,1 3,0 21,8 (± 6,3)
Трансплантат печінки дитини
(рівноважна концентрація) 0,30 37,0 (± 26,5) 2,1 (± 1,3) 25 (± 20)
Трансплантат нирки дорослої людини
(рівноважна концентрація) 0,30 44,3 (± 21,9) 1,5 20,1 (± 11,0)
Після перорального застосування (0,30 мг/кг/добу) препарату пацієнтами з трансплантатом печінки у більшості хворих рівноважні концентрації Такролімусу досягались протягом 3 днів.
У пацієнтів з трансплантатом печінки в стабільному стані біодоступність Такролімусу знижувалась при пероральному застосуванні препарату після вживання їжі з помірним вмістом жирів. Було відзначено також зниження площі під фармакокінетичною кривою AUC (27%), максимальної концентрації Сmах (50%) та збільшення Tmax (173%) в нерозведеній крові. При одночасному застосуванні препарату з їжею знижувалась швидкість та ступінь абсорбції Такролімусу. Виділення жовчі не впливає на абсорбцію Такролімусу.
Спостерігається сильна кореляція між AUC та мінімальними рівнями препарату в нерозведеній крові при досягненні рівноважного стану, через що моніторинг мінімальних рівнів препарату в нерозведеній крові може допомогти в адекватній оцінці системного впливу препарату.
Розподіл
У системному кровотоці Такролімус значною мірою зв'язується з еритроцитами. Співвідношення нерозведена кров/плазмова концентрація становить десь 20:1. У плазмі крові препарат значною мірою зв'язується (> 98,8%) з білками, в основному, із сироватковими альбуміном та α-1-кислим глікопротеїном.
Такролімус широко розподіляється в організмі. Рівноважний об'єм розподілу на основі плазмових концентрацій становить приблизно 1 300л (здорові добровольці). Відповідний показник на основі нерозведеної крові в середньому 47,6 л.
Такролімус — препарат з низьким рівнем кліренсу. У здорових добровольців середнє значення загального кліренсу, який оцінюється за концентраціями препарату в нерозведеній крові, становить 2,25 л/год. У дорослих пацієнтів з трансплантатом печінки та нирок значення цього параметра становили 4,1 л/год та 6,7 л/год, відповідно. У дітей з трансплантатом печінки значення загального кліренсу приблизно в 2 рази вище, ніж у дорослих хворих з трансплантатом печінки.
Період напів виведення Такролімусу є тривалим та змінним. У здорових добровольців середнє значення періоду напів виведення з нерозведеної крові становить приблизно 43 год. У дорослих пацієнтів та дітей з трансплантатом печінки період напів виведення в середньому становить 11,7 год та 12,4 год, відповідно, порівняно з 15,6 год у дорослих пацієнтів з трансплантатом нирки.
Метаболізм
При використанні in vitro моделей виявлені вісім метаболітів, серед яких тільки один метаболіт має істотну імуносупресивну активність.
Такролімус значною мірою метаболізується печінковим мікросомальним цитохромом Р4503А 4 ізоензимом (CYP3A4).
Елімінація
Після перорального введення такролімусу, міченого 14С ізотопом, більшість радіо активно міченого препарату виводилося з фекаліями. Приблизно 2% виводиться з сечею. Менше 1% незміненого Такролімусу було виявлено в сечі та фекаліях, що вказує на те, що Такролімус практично повністю метаболізується до елімінації. Основним шляхом елімінації є жовч.